# Zéro artificialisation nette

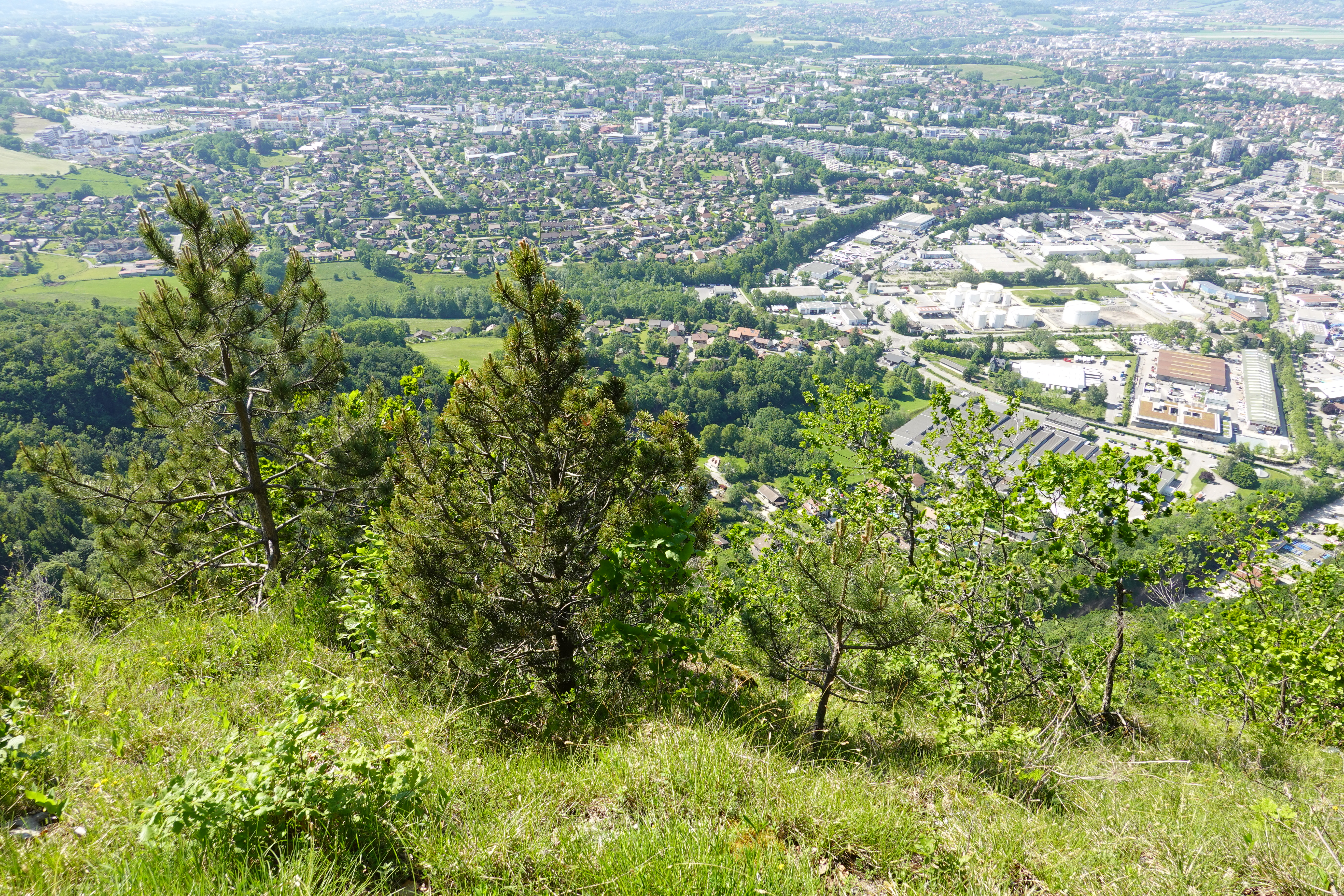
Étalement urbain d'Annecy, vu du belvédère du Crêt des Bruyères.

L'objectif de Zéro Artificialisation Nette (ZAN) vise à ralentir et compenser l'artificialisation des sols en France. Cette notion apparaît en 2018 avec le plan biodiversité lancé par Nicolas Hulot, ministre de la Transition écologique et solidaire. L'expression est d'abord reprise par la Convention citoyenne pour le climat en 2020, puis en 2021 lors de l'édition de la loi climat et résilience. L'objectif est fondé sur la recherche d'un état d'équilibre entre la surface artificialisée et sa compensation. 
Deux échéances majeures encadrent l'objectif : d'abord à horizon 2030, l'objectif est de diviser par deux le rythme d'artificialisation (par rapport à la période de référence 2011-2021), puis d'arriver avant 2050 à une artificialisation nette qui soit nulle. 
Le Gouvernement a promis des « décisions courageuses » concernant les infrastructures, avec des projets mis en attente voire stoppés, peut être via une loi de programmation. En avril 2024, il produit une liste de 424 projets jugés d'intérêt national ou européenne (et donc non soumis au « zéro artificialisation ») : ce sont surtout des infrastructures de transport (routes, autoroutes, voies ferrées) et énergétiques (nucléaires notamment).

## Contexte
Dans son scénario extrême, l'Organisation des Nations unies (ONU) prévoit à l'horizon 2050 environ 9,8 milliards d'humains sur Terre, dont près de 70 % vivra en milieu urbain. Par conséquent, les villes croîtront non seulement en nombre mais aussi spatialement, par extension du tissu bâti. Cet étalement urbain participe de la perte de la biodiversité et du changement climatique du fait de l'allongement des distances moyennes domicile-travail.[réf. nécessaire]

A l'échelle européenne, la France est classée 11e en matière d'artificialisation par habitant (461,6 m2). Cela représente presque deux fois plus qu'un Britannique.

Plusieurs grands objectifs jalonnent la politique environnementale française. Si en 2015 la France devient l'épicentre de la lutte contre le changement climatique avec l'organisation de la COP21 aboutissant à l'accord de Paris, le Plan climat de 2017 ambitionne la décarbonation de la France d'ici 2050 et la loi climat et résilience de 2021 incarnent de nouveaux objectifs ambitieux.
Paradoxalement, en matière d'artificialisation, la France est classée 11e à l'échelle de l'Union européenne. En 2014, les terres artificialisées représentent 5,1 millions d'hectares, soit 9,2 % du territoire national. L'habitat couvre 41,9 % des terres artificialisées, les infrastructures de transport 27,8 %, les infrastructures de services et de loisirs 16,2 %, le foncier économique 13,7 % et les autres usages 0,5 %. Le phénomène s'accélère : sur la décennie 2006-2016, c'est en moyenne 165 hectares de milieux naturels qui sont artificialisés chaque jour, soit 600 km2 chaque année (l'équivalent de six fois la superficie de Paris).

## ZAN et infrastructures de transport
Après que Clément Beaune (ministre des transports) a longtemps promis des « décisions courageuses » visant à freiner ou stopper certaines infrastructures routières, en avril 2024, son remplaçant, retient dans son projet d'arrêté, soumis à consultation, une liste de 424 projets jugés d'intérêt national ou européen (et donc non soumis au « zéro artificialisation ») : ce sont surtout des infrastructures de transport (routes, autoroutes, voies ferrées) ; sur ce total, 167 étaient jugés « matures » et notamment liés à la réindustrialisation (voir ci-dessous).

## ZAN et réindustrialisation
La stratégie ZAN est mise en œuvre au moment où le gouvernement souhaite aussi réindustrialiser la France où l'Industrie occupait déjà 277 561 ha en 2020 (5,6 % des surfaces artificialisées). Ces deux objectifs semblant contradictoires, il commande au Préfet du département de la Somme, Rollon Mouchel-Blaisot, un rapport sur la stratégie nationale de mobilisation pour le foncier industriel (remis en juillet 2023). Ce dernier conclut qu'il faut réserver 22 000 ha de plus pour les besoins de l'industrie entre 2023 et 2030 (voir répartition dans le tableau ci-dessous, qui montre que ces 22 000 ha sont compatibles avec les 12 500 ha déjà réservés à ces besoins en 2023 dans l'avant projet du ministère de la transition écologique.
|                      | Industrie | logistique industrielle | Total |
| -------------------- | --------- | ----------------------- | ----- |
| Densification        | 3000      | 500                     | 3500  |
| Friches réhabilitées | 9000      | 1000                    | 10000 |
| Artificialisation    | 7500      | 1000                    | 8500  |
| TOTAL                | 19 500    | 2500                    | 22000 |

Cartofriche, l'outil du Cerema comptait en 2023 plus de 8 300 friches (urbaines, industrielles, militaires et autres). Le ministère estime que 2 400 friches spécifiquement industrielles sont disponibles, mais en ajoutant les autres friches d'autres sources donnent 4 000 à 10 000 friches ; « la majorité des spécialistes s'accordent sur une surface totale comprise entre 87 000 (sites pollués) et 170 000 hectares. La part des sites industriels n'est cependant pas chiffrée ».

## Définition

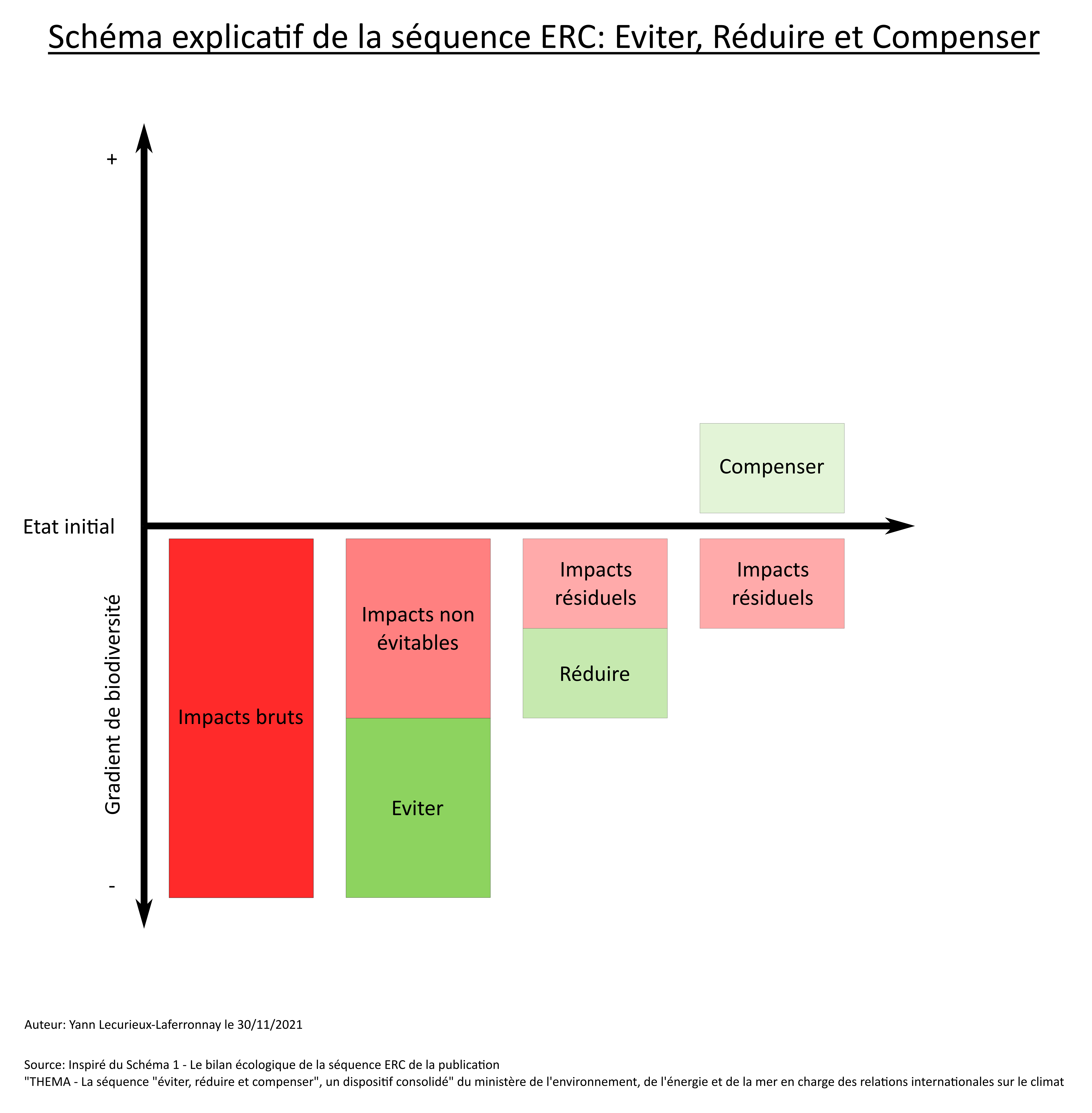
Schéma de la séquence éviter-réduire-compenser (ERC).

Selon le gouvernement, derrière les objectifs du ZAN, il n'y a non pas l'idée de mettre fin à l'artificialisation mais plutôt de limiter son rythme et mettre en place des moyens de compensation. Ainsi, pour compenser l'artificialisation de certains espaces il faut déconstruire, dépolluer, désimperméabiliser, construire des technosols indispensables à la végétalisation et reconnecter fonctionnellement les écosystèmes naturels environnants. L'objectif est que pour chaque mètre carré (ou parcelle) artificialisé, soit rendu « à la Nature » l'équivalent en superficie et biodiversité. Cette compensation s'inscrit dans la logique de la séquence éviter-réduire-compenser (ERC), adoptée par la loi française en 1976.

## Principes de ZAN dans la législation

### Loi Climat et Résilience
Les principes de Zéro Artificialisation Nette dans la loi Climat et Résilience sont notamment concentrés dans le titre V « Se Loger », au chapitre III, « Lutter contre l'artificialisation des sols en adaptant les règles d'urbanisme ».
Dans la section 1, à l'Article 191, la loi demande, à l'échelon national, que le rythme net d'artificialisation des sols soit divisé par deux chaque décennie, pour atteindre la neutralité en 2050 :

« Afin d'atteindre l'objectif national d'absence de toute artificialisation nette des sols en 2050, le rythme de l'artificialisation des sols dans les dix années suivant la promulgation de la présente loi doit être tel que, sur cette période, la consommation totale d'espace observée à l'échelle nationale soit inférieure à la moitié de celle observée sur les dix années précédant cette date »

La loi Climat et Résilience modifie :
- le code de l'urbanisme, dont en créant l'article L. 101-2-1 qui explicite et défini le principe 6° bis de l'article L101-2 de « lutte contre l'artificialisation des sols, avec un objectif d'absence d'artificialisation nette à terme »[16]. Il précise principalement que l'atteinte de cet objectif résulte de la « maîtrise de l'étalement urbain, le renouvellement urbain, l'optimisation de la densité des espaces urbanisés, la qualité urbaine, la préservation et la restauration de la biodiversité et de la nature en ville, la protection des sols des espaces naturels, agricoles et forestiers (ENAF) et de la renaturation des sols artificialisés. », en définissant chacun de ces termes.
- le Code général des collectivités territoriales. Premièrement, en rajoutant au deuxième alinéa de l'article 4251-1[17] la trajectoire chronologique dans laquelle devront s'inscrire les objectifs de lutte contre l'artificialisation. 
L'article L. 141-8 précise que les objectifs pourront se décliner par secteur géographique en fonction des besoins, potentiels fonciers et autres caractéristiques spécifiques des communes ou intercommunalités notamment. 
L'article 151-5 explicite l'application du rythme de baisse de l'artificialisation, de décennies en décennies, à compter de la promulgation de la présente loi (le 22 août 2021).

L'article 207 précise que le gouvernement publie un rapport sur « l'évaluation de la politique de limitation de l'artificialisation des sols » au moins une fois tous les cinq ans, faisant « état des moyens financiers mobilisés par l'État en faveur du recyclage foncier, de la réhabilitation du bâti en zone urbanisée et des grandes opérations publiques d'aménagement, en identifiant le soutien apporté aux opérations des collectivités territoriales » et qui « contient des préconisations sur la trajectoire de réduction de l'artificialisation des sols envisagée pour atteindre l'absence de toute artificialisation nette en 2050 ».

### Proposition de loi sur la Zéro Artificialisation Nette (2023)
Le projet de texte, proposé par le Sénat, précisant le dispositif juridique d'application du ZAN, est examiné par l'Assemblée nationale à partir du 21 juin 2023, pour être promulgué avant août 2023. Il doit répondre aux inquiétudes d'élus, de professionnels du BTP en proposant un dispositif juridique d'application complet du ZAN.
La loi no 2023-630 du 20 juillet 2023 visant à faciliter la mise en œuvre des objectifs de lutte contre l'artificialisation des sols et à renforcer l'accompagnement des élus locaux est promulguée à l'Assemblée nationale.

### Suivi
En mars 2024, le Sénat crée un groupe intercommissions pour le suivi des dispositions législatives et règlementaires 
de la politique de « zéro artificialisation nette » (ZAN), présidé par Guislain Cambier ayant pour mission de : 
1. s’assurer que la loi est appliquée de manière juste ;
2. aider les collectivités à la mettre en œuvre ;
3. prospective :  réfléchir à comment aménager le territoire de manière durable après 2031.

Ses conclusions sont attendues en septembre 2024.

## Outils
La majorité des outils visent à favoriser la densification, à mobiliser les espaces vacants et à réglementer l'artificialisation.

### Outils réglementaires: des documents de planification en révision

Intégration de la ZAN dans les documents de planification français.

- Le SRADDET (échelle régionale) : définit les priorités de l’aménagement du territoire à un horizon de 20 ans sans déterminer l'occupation des sols[20]. Les SRADDET doivent être révisés un an au plus tard après la promulgation de la loi.
- Le Schéma de cohérence territoriale (SCOT, échelle de l'aire urbaine ou du bassin d'emplois) : peut permettre de décliner par secteur les besoins en logements et la demande foncière. Les SCOT doivent être révisés cinq ans au plus tard après la promulgation de la loi[20].
- Le PLU/PLUi/Carte communale : viennent en appui des documents ci-dessus. Ils ne pourront pas ouvrir des sols naturels à l'urbanisation sans justification de la mobilisation existante de secteurs déjà urbanisés. Ces documents doivent être révisés six ans au plus tard après la promulgation de la loi[21].

En l'absence de mise en application, les sanctions pourront aller du gel des autorisations d'urbanisme pour le PLU et la carte communale, à la suspension de l'ouverture de zones à urbaniser.

### Outils contractuels et incitatifs
Différents programmes sont à disposition des acteurs du logement, des EPCI, des communes et des propriétaires afin de réhabiliter et mettre au norme le bâti existant :
- OPAH : Opération Programmée d'Amélioration de l'Habitat
- ORT : Opération de Revitalisation de Territoires
- PIG : Projet d'Intérêt Général
- Programmes de rénovation énergétique : Habiter Mieux et MaPrimeRénov
- Programmes de rénovation de centres bourgs : l'action Cœur de Villes et le Plan Petites Villes de demain
- Programmes de densification : BIMBY (Build in my backyard). Les opérations de densification peuvent se heurter à l'acceptabilité locale[23].
- une offre en sites dits  « sites clés en main » (réglementairement prêts à accueillir des industries) ; et en « sites France 2030 », c'est-à-dire présentant plusieurs des caractéristiques suivantes :
  - - plus de 100 ha, avec maîtrise foncière, reconnu par les documents d'urbanisme, avec certaines procédures purgées (archéologie, diagnostics et compensations environnementales, études d'impact environnemental), avec si nécessaire, une dépollution faite (ou programmée), un pré-équipement assuré (connexion aux réseaux, de transport dont transports en commun, réseaux numériques et énergétiques notamment, utilités ; offre mutualisée de prestations spécialisées...) ;
  - - site acceptant des usines SEVESO[12],
  - - territoire et bassin d'emploi à dynamique industrielle endogène avérée, et attractif pour les cadres (aménités culturelles, scolaires, sportives...)[12]

Ces programmes peuvent s'appuyer sur différentes bases des données statistiques qui mettent en lumière la vacance structurelle ou frictionnelle : INSEE, 1767 BISCOM, LOVAC, Filocom et Majic qui permettent d'aider des propriétaires à remettre leur logement sur le marché.

### Outils fiscaux
L'État cherche à mobiliser des taxes pour s'appuyer sur un cadre plus coercitif :
- la modulation de la taxe d'aménagement[24] ;
- la Loi finance : elle prévoit également que la part départementale de la taxe d’aménagement puisse être employée pour des opérations de renaturation et donc servir le concept de compensation. De même, elle exonère les parkings verticaux du versement de la taxe d’aménagement et recherche un assouplissement de la mise en œuvre de la majoration de la part de la taxe d’aménagement au niveau communal[25] ;
- la majoration de la taxe d'habitation pour les résidences secondaires meublées en zones tendues (ALUR)[26] ;
- la taxation des logements vacants.

#### Autres outils fiscaux
D'autres outils fiscaux (principalement des taxes) peuvent aider à lutter contre l'artificialisation : les « taxes sur les Friches Commerciales » qui permettraient de lutter contre la vacance des friches. Aussi, les « taxes sur les cessions à titre onéreux de terrains nus devenus constructibles », la « taxe pour création de locaux à usage de bureaux, de locaux commerciaux et de locaux de stockage » (TCBCS) et la « taxe sur les surfaces commerciales ».

#### Proposition de loi
Alors que le Sénat a voté en mars 2025 la proposition de loi Trace, dont l'objet principal est de vider de sa substance la réforme du ZAN, deux députées (Sandrine Le Feur, EPR, et Constance de Pélichy, LIOT) publient le 9 avril 2025 un rapport parlementaire proposant une réforme de la fiscalité locale pour mieux inciter à la lutte contre l'artificialisation : élargissement de la taxe sur les surfaces commerciales aux entrepôts logistiques et aux aires de stationnement, pour inciter à densifier le stockage (verticalisation) ou à mutualiser les espaces de stationnement ; création d'une taxe sur les friches industrielles, évaluées à 150 000 hectares en France ; exonérant de taxe foncière sur les propriétés non bâties pour certaines terres agricoles qui remplissent des services écosystémiques ; suppression des exonérations liées à la durée de détention sur les plus-values pour les terrains devenus constructibles.

## Ailleurs en Europe
Les comparaisons entre pays sont complexifiées par la mesure de l'artificialisation ; en France, l'outil utilisé est Teruti Lucas. Il existe également Corine Land Cover. Le projet de Directive Sols de l'Union européenne en 2006, qui avait pour objectif de lutter contre la dégradation des sols, mais qui fut abandonné après le veto de plusieurs États dont la France, proposait l'unicité d'une définition de l'artificialisation[source insuffisante].
De même, les contextes climatiques peuvent expliquer des disparités en matière d'urbanisation selon les données statistiques produites jusqu'ici. La France figure parmi les pays présentant un taux d'artificialisation des plus élevés en Europe favorisée par une faible valeur de l'hectare agricole. Néanmoins, la Commission européenne a officialisé en 2011 un objectif européen d'arrêt de « toute augmentation nette de la surface de terre occupée » (« no net land take ») d'ici 2050, repris par le plan biodiversité (2018)[source insuffisante].
Aucun pays n'a pris de mesure similaire sur une longue échéance. 
Cependant, quelques mesures notables et plus locales ont été prises :
- en Suisse, les cantons ne peuvent plus urbaniser sans compenser si les plans directeurs ouverts à la construction ne sont pas approuvés par le Conseil fédéral[33] ;
- en Bade-Wurtemberg est mise en place d'un marché de compensation sous forme d'éco-points dans les années 1990[34] ;
- à Hambourg, la municipalité a inscrit dans son plan d'urbanisme l'interdiction de valider des projets d'habitat individuel neuf sur des terrains constructibles[35].

## Critiques

### Sur l'absence de définition claire
- La binarité de l'approche : certains urbanistes reprochent l'approche dualiste et dichotomique qui vise à opposer le monde urbain et rural, dont la périurbanisation illustre pourtant la porosité sémantique[36]. Cette opposition empêche de cadrer correctement le problème et donc les solutions[37].
- L'hétérogénéité des définitions d'artificialisation et de compensation : aucune unité dans les mesures de calcul[38].
- La compensation ne couvre pas toutes les pertes écologiques : définie comme consistant en « des actions ou des opérations de restauration ou d’amélioration de la fonctionnalité d’un sol », elle se focalise sur les caractéristiques du sol uniquement ; renaturaliser un espace bétonné ne permettra pourtant pas de recouvrer la biodiversité détruite par une opération d'artificialisation concomitante.

### Sur l'approche méthodologique
- Une approche très centralisatrice : la prise en compte nécessaire des différences morphologiques et géographiques des territoires. Une approche relative serait nécessaire en fonction des besoins territoriaux (emplois et démographie) et de l'état local des marchés du logement[39].
- Les territoires ayant des résultats en matière d'artificialisation déjà faibles bénéficient d'une marge de manœuvre moins grande que ceux qui ont déjà artificialisé davantage auparavant : l'objectif ZAN se fonde sur les hectares déjà artificialisés précédemment (période de référence : 2011-2021). Donc une commune qui avait peu artificialisé, ne pourra pas le faire davantage, contrairement à d'autres communes plus consommatrices.
- Dans leur ouvrage commun La ville stationnaire (2022), Philippe Bihouix[40], Clémence de Selva[41] et Sophie Jeantet[42] estiment qu'il faudrait plutôt viser le ZAB (« zéro artificialisation brute »), notamment car le ZAN repose sur une logique de compensation qui n'a pas de sens écosystémique, et qui dans le monde a rarement fait ses preuves. En outre, selon eux, le secteur de la construction restera encore trop longtemps « l’un des principaux émetteurs de gaz à effet de serre » qui « engloutit des quantités énormes de ressources, pendant que l’étalement urbain dévore les sols naturels et agricoles ». Il faudrait donc construire moins, favoriser la rénovation thermique et correctement mobiliser les logements vacants[43].

### Sur l'absence de prise en compte de conséquences éventuelles
- Une baisse de l'offre foncière et une hausse de la demande de logements : une hausse des prix. Le foncier pèse en moyenne pour 20 % du coût d'une opération neuve, et jusqu'à 25 % en Île-de-France. L'Union Nationale des Aménageurs rappelle donc que le ZAN, par la rationalisation du foncier et l'augmentation des coûts, pourrait avoir une incidence sur l'offre de logements abordables[44].
- La difficulté d'atteindre les objectifs de mixité sociale fixés par la loi SRU[45].
- L'objectif peut peser sur les finances des collectivités territoriales : cela peut se répercuter sur le développement économique du territoire et donc limiter les recettes.